# Передать по наследству
«Передать по наследству» (англ. It Runs In The Family, второе название — My Summer Story) — кинофильм. Фильм «Передать по наследству» — цикл фильмов «Дела семейные» рассказ о семье Паркеров, их приключения. Как и предыдущие фильмы, сценарий написан на полу-автобиографической рассказах Жанны Шеперд, в первую очередь её книги «Бог мне доверяет, а все остальные платят наличными».

## Сюжет
Повествование ведётся от лица мальчика одиннадцати лет, рассказывающего о лучшем лете своей жизни. Разумеется оно наполнено смешными историями с его участием или членов его семьи. Все они страстно увлечены чем-то. Мама просто одержима коллекционированием фарфора, а в местном кинотеатре как раз проводят некую специальную благотворительную акцию, в которой можно стать счастливым обладателем эксклюзивной посуды… но выдают пока только одни соусники. Отец поглощён «сражениями» с вредным и многочисленным соседским семейством Бампасов, но в перерыве между «боями» обещает отвести сына на первую в его жизни рыбалку. Сам Ральфи намерен во что бы то ни стало вырвать победу в игре в волчки над противным и гадким соперником, покрыв тем самым себя славой на века…

## В ролях
| Актёр            | Роль          |
| ---------------- | ------------- |
| Чарлз Гродин     | мистер Паркер |
| Мэри Стинберджен | миссис Паркер |
| Киран Калкин     | Ральф Паркер  |
| Уит Хертфорд     | Люг Дитка     |
| Жан Шеперд       | рассказчик    |

## Интересные факты
- PBS выпустила целую серию для ТВ о приключения семьи Паркеров.